# Ancelle parrocchiali dello Spirito Santo
Le Ancelle parrocchiali dello Spirito Santo (sigla A.P.S.S.) sono un istituto religioso femminile di diritto pontificio.

## Storia
L'istituto fu fondato nel 1923 a Portigliola da Giuditta Martelli.
L'erezione della comunità in congregazione religiosa ebbe luogo, nella diocesi di Gerace-Locri, il 23 luglio 1970.

## Attività e diffusione
Le suore si dedicano all'educazione della gioventù, alle opere parrocchiali e all'assistenza ai disabili.
Oltre che in Italia, sono presenti nelle Filippine e in Indonesia; la sede generalizia è a Roma.
Alla fine del 2015 l'istituto contava 111 religiose in 10 case.